# Alan Charig
Alan Jack Charig (* 1. Juli 1927 in London; † 15. Juli 1997 ebenda) war ein britischer Paläontologe.

## Jugend und Ausbildung
1927 geboren, besuchte er die Haberdashers’ Aske’s School in Hampstead, später das Emmanuel College in Cambridge. Während seiner Studien wurde er im Zweiten Weltkrieg in das Royal Armoured Corps eingezogen, wo er nach einer Ausbildung als Panzerfahrer russisch lernte und in der Folgezeit als Übersetzer fungierte. Später machte er in Cambridge seinen Abschluss in Naturwissenschaften und arbeitete als Assistent für Rex Parrington. In dieser Position stellte er erste eigene Forschungen an.

## Berufliche Karriere
Von 1957 bis 1961 war Charig wissenschaftlicher Mitarbeiter am British Museum of Natural History im Bereich „Invertebrate Palaeontology“ (Wirbellosen-Paläontologie), wurde aber 1961 zum Kurator im Bereich fossile Amphibien, Reptilien und Vögel ernannt. Ab 1964 war er dort führender wissenschaftlicher Mitarbeiter; diese Stellung hielt er inne, bis er sich 1987 aus dem Berufsleben zurückzog. Er führte jedoch seine wissenschaftliche Arbeit weiter.

Durch seine Arbeiten gehört Alan Charig zu den bedeutendsten Paläontologen des Vereinigten Königreichs.

### Forschungsgebiete

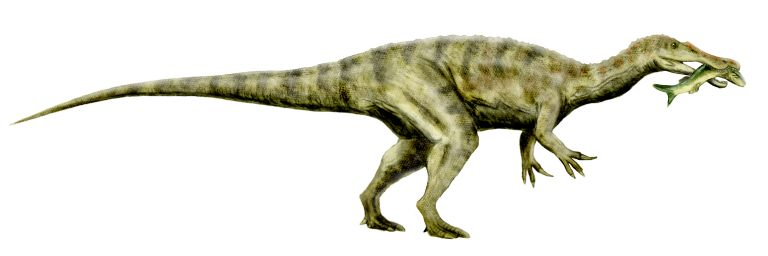
Lebendrekonstruktion des von Charig und Milner beschriebenen Baryonyx

Als er seinen ersten Posten am British Museum of Natural History einnahm, forschte er an kreidezeitlichen Mollusken. Später beschäftigte er sich besonders intensiv mit Dinosauriern. Er beschrieb 1986 zusammen mit seiner Kollegin Angela Milner den Dinosaurier Baryonyx, der bei seiner Entdeckung großes Medieninteresse auf sich zog. Der Fund nimmt eine besondere Rolle ein, da er die Paläobiologie der Spinosauriden wesentlich klärte, und einen Beweis für Piscivorie lieferte. 1997 wurde kurz nach Charigs Tod die ausführliche Monografie „Baryonyx walkeri, a fish-eating dinosaur from the Wealden of Surrey“ veröffentlicht, welche er ebenfalls zusammen mit seiner Kollegin Angela Milner verfasst hatte.
Er nahm an zahlreichen paläontologischen Grabungen teil, beispielsweise in Sambia und Tansania (1963), Lesotho (1966–67), Queensland (Australien, 1978) und China (1982). 1995 besuchte er zahlreiche Grabungsstätten in Argentinien.

### Medienarbeit
Bekanntheit erlangte Alan Charig auch durch die von ihm entworfene, zehnteilige BBC-Fernsehserie Before the Ark (dt. „Vor der Arche“) über ausgestorbene Wirbeltiere (1974) mit Begleitbuch. Noch erfolgreicher wurde sein populärwissenschaftliches Buch „A New Look at Dinosaurs“ (1979). In den 1980ern erlangte er größere Bekanntheit durch sein Eintreten gegen die Behauptung, das Londoner Exemplar des Urvogels Archaeopteryx sei eine Fälschung.

## Privatleben
1955 heiratete er Marianne Jacoby († 1987), mit der er drei Kinder hatte.  Alan Charig starb 1997 an einem Schlaganfall.